# بلحيات البحر البحرية
بلحيات البحر البحرية (الاسم العلمي: Mytilidae) هي فصيلة من الحيوانات تتبع رتبة بلحيات البحر من طائفة ذوات المصراعين.

## التصنيف
- بلحاوات البحر
  - بلح البحر